# Hylettus griseofasciatus
Hylettus griseofasciatus är en skalbaggsart som först beskrevs av Audinet-serville 1835.  Hylettus griseofasciatus ingår i släktet Hylettus och familjen långhorningar. Inga underarter finns listade i Catalogue of Life.